# Antoine Simonnin
 (juillet 2022).
Antoine Jean-Baptiste Simonnin, né le 11 janvier 1780 à Paris où il est mort le 3 mai 1856, est un auteur dramatique français.

## Biographie
Fils d'un épicier de la rue des Bons-Enfants, Antoine Simonnin donne sa première pièce à 18 ans au Théâtre Sans Prétention situé rue du Temple. Parallèlement à sa carrière dans l'administration de l'Enregistrement et des Domaines, il a donné, seul ou en collaboration, sur les différentes scènes de genre, 214 vaudevilles, parodies ou fantaisies.
Quelques mois avant sa mort, Simonnin a également publié un recueil de Chansons sacrées et profanes (1856, in-18).